# Skalice (zámek, okres Znojmo)
Skalice je zámek postavený ve stejnojmenné obci nedaleko Znojma. V současné době[kdy?] se v jeho prostorách nachází domov pro seniory. Objekt je chráněn jako kulturní památka České republiky.

## Historie
V roce 1624 byla obec Skalice prodána jejím majitelem Janem z Lipé, bítovské větvi pánu Jankovských z Vlašimi. První doklady o existenci skalického zámku jsou ve vrchnostenských účtech z let 1633 – 1657. Na místě dnešního zámku stála pravděpodobně tvrz, založená pravděpodobně v první polovině 16. století prvními příslušníky rodu Jankovských z Vlašimi na Skalici. Poloha Skalice měla pro Jankovské velkou výhodu. Nachází se nedaleko Brna, kam velice často páni z Vlašimi cestovali. Výstavbě zámku věnovali velkou péči. Původně se jednalo o jednopatrovou, čtyřhrannou budovu, která měla 25 místností (18 místností pro feudála, 7 pro sloužící). V roce 1736 zemřel poslední mužský člen rodu Jankovských (Maxmilián Arnošt II. z Vlašimi) a o majetek, jehož byla obec Skalice a zámek součástí, se strhly mezi příbuznými rody spory. Ty se vyřešily až v roce 1755 zásahem císařovny Marie Terezie, která dědictví uznala ve prospěch rodu Daunů.
Do podoby ve které se nachází dnes, nechal zámek přestavět v letech 1831-1839 hrabě František Daun. Dal zbořit původní zámeckou kapli sv. Víta a znovu ji postavil a stavebně začlenil do severního křídla zámku, který úpravami získal empírový vzhled. Kolem šlechtického sídla vznikl zámecký park o rozloze 3 hektary. V zámeckém parku se nachází kamenná kašna se sousoším dvou delfínů, která pochází z druhé poloviny 18. století.
Rod Daunů vymřel roku 1904 po meči smrtí hraběte Otakara Dauna. Zámek s obcí zdědil rakouský rod Haugwitzů. Ti se ale o něj nestarali, jen pronajali statek, který se zde nacházel. Po vzniku Československé republiky se posledním šlechtickým vlastníkem stal baron Heinrich Barrata von Dragono. Nejednalo se o dobrého hospodáře. Díky finančním problémům přišel skoro o všechen majetek. Zůstal mu jen zámek, který byl roku 1945 zkonfiskován.
Budova i s přilehlým parkem byl ve vlastnictví obce Skalice až do roku 1954, kdy se stala majetkem České katolické charity, ta zde zřídila Domov pro přestárlé ženy. V roce 1960 přechází správa zámku pod ONV – odbor sociálních věcí. Název ústavu je změněn na Domov důchodců. Další změna nastává roku 1993, kdy je zřízen právní subjekt Domov důchodců Skalice, zřizovatelem je Okresní úřad Znojmo.

## Současnost
Od roku 2003 je zřizovatelem Domova důchodců ve Skalici krajský úřad Jihomoravského kraje. V lednu 2007 změněn název na Domov pro seniory Skalice, příspěvková organizace. V roce 2001 byla dokončena výstavba Provozní a obytné budovy a na konci roku 2007 byl přistavěn kuchyňský blok s dvoupodlažním pavilonem. Součástí úprav byla i modernizace budovy zámku, kde byl zřízen Domov pro seniory se zvláštním režimem.
Veřejnost nemá do zámku umožněn přístup. Z veškerého vybavení se nic nezachovalo. Po konfiskaci bylo zařízení rozkradeno a rozebráno. Zámecký park je volně přístupný. Jeho dominantou je mohutný platan javorolistý měřící 35 metrů.